# Lavotchkine La-160
Le Lavotchkine La-160 (en russe : Лавочкин Ла-160) était un prototype de chasseur à réaction conçu et fabriqué en Union des républiques socialistes soviétiques par le bureau d'études (OKB) Lavotchkine au début de la guerre froide.